# Ptychotricos episcepsidis
Ptychotricos episcepsidis är en fjärilsart som beskrevs av Max Wilhelm Karl Draudt 1931. Ptychotricos episcepsidis ingår i släktet Ptychotricos och familjen björnspinnare. Inga underarter finns listade.